# Serbie-et-Monténégro aux Jeux olympiques
La participation de la Serbie-et-Monténégro aux Jeux olympiques fait suite à la transformation de la République fédérale de Yougoslavie en une union plus lâche entre les deux républiques constitutives que sont la Serbie et le Monténégro. Elle prend ainsi la suite de la Yougoslavie qui participait aux JO depuis 1920. La participation de cette entité se limita aux Jeux d'été de 2004 et à ceux d'hiver de 2006, après quoi l'indépendance du Monténégro mena ce pays et la Serbie à concourir séparément.
Au total lors de ses deux participations aux Jeux olympiques la Serbie-et-Monténégro a remporté deux médailles d'argent, toutes deux gagnés en 2004 lors des Jeux d'été. La première médaille de l'histoire serbo-monténégrine est décroché le 15 août 2004 par la tireuse au pistolet Jasna Šekarić. La seconde médaille d'argent est remportée par l'équipe masculine de water-polo qui s'incline en finale du tournoi face à la Hongrie. Les athlètes serbo-monténégrins participaient aux Jeux grâce au Comité olympique de Serbie-et-Monténégro qui sélectionnait les sportifs pouvant concourir aux Jeux d'hiver et d'été.

## Histoire

### Contexte
La Yougoslavie (Code CIO : YUG) avait participé aux Jeux olympiques à partir des Jeux d'été de 1920 à Anvers. La Yougoslavie a participé aux Jeux olympiques jusqu'en 2002. En 2003, la République fédérale de Yougoslavie devient la Serbie-et-Monténégro, une union plus lâche de ses républiques constituantes, et la nouvelle entité change donc de nom aux Jeux olympiques. La Serbie-et-Monténégro participe donc aux JO à partir des Jeux d'été de 2004 à Athènes.

### Turin 2006
Pour sa première et unique participation aux Jeux d'hiver, la délégation serbo-monténégrine envoie six athlètes pour concourir dans quatre disciplines. Après les deux semaines de compétitions, la Serbie-et-Monténégro ne remporte pas de médaille. L'athlète de la délégation ayant obtenu le meilleur classement est la skieuse alpine Jelena Lolović avec une trentième place décrochée dans l'épreuve du slalom géant.

### L'après Serbie-et-Monténégro
Le 3 juin 2006, le Monténégro fait sécession de la Serbie-et-Monténégro, ce qui est rapidement reconnu par la Serbie. La comité national olympique (CNO) serbe succède alors au CNO serbo-monténégrin. Le CNO monténégrin nouvellement constitué est pour sa part reconnu par le CIO en 2007. La Serbie et le Monténégro concourent alors indépendamment à partir des Jeux de 2008. La Serbie avait déjà participé aux Jeux olympiques sous son nom propre en 1912.

## Porte-drapeau
Durant la cérémonie d'ouverture des Jeux olympiques d'été d'Athènes en 2004, le porte-drapeau serbo-monténégrin était le joueur de basketball Dejan Bodiroga. Deux ans plus tard, lors de son unique participation aux Jeux d'hiver en 2006 à Turin, c'est la skieuse alpine Jelena Lolović qui porte le drapeau de la Serbie-et-Monténégro.

## Tableau des médailles
| Jeux         | Médaille d'or, Jeux olympiques | Médaille d'argent, Jeux olympiques | Médaille de bronze, Jeux olympiques | Total | Rang | Source |
| ------------ | ------------------------------ | ---------------------------------- | ----------------------------------- | ----- | ---- | ------ |
| Athènes 2004 | 0                              | 2                                  | 0                                   | 2     | 61e  | [ 2 ]  |
| Turin 2006   | 0                              | 0                                  | 0                                   | 0     | -    | [ 3 ]  |
| Total        | 0                              | 2                                  | 0                                   | 2     |      |        |

| Place | Sport      | Médaille d'or, Jeux olympiques | Médaille d'argent, Jeux olympiques | Médaille de bronze, Jeux olympiques | Total |
| ----- | ---------- | ------------------------------ | ---------------------------------- | ----------------------------------- | ----- |
| 1     | Tir        | 0                              | 1                                  | 0                                   | 1     |
| 1     | Water-polo | 0                              | 1                                  | 0                                   | 1     |
|       | Total      | 0                              | 2                                  | 0                                   | 2     |